# Eupalaestrus guyanus
Eupalaestrus guyanus là một loài nhện trong họ Theraphosidae.
Loài này thuộc chi Eupalaestrus. Eupalaestrus guyanus được Eugène Simon miêu tả năm 1892.